# Cheick Doukouré
Cheick Kader Doukouré (Abidjan, 11 de setembro de 1992) é um futebolista profissional marfinense que atua como meia.

## Carreira
Cheick Doukouré representou o elenco da Seleção Marfinense de Futebol no Campeonato Africano das Nações de 2017.

## Títulos
Costa do Marfim
- Campeonato Africano das Nações: 2015